# Novemberrevolution in Braunschweig

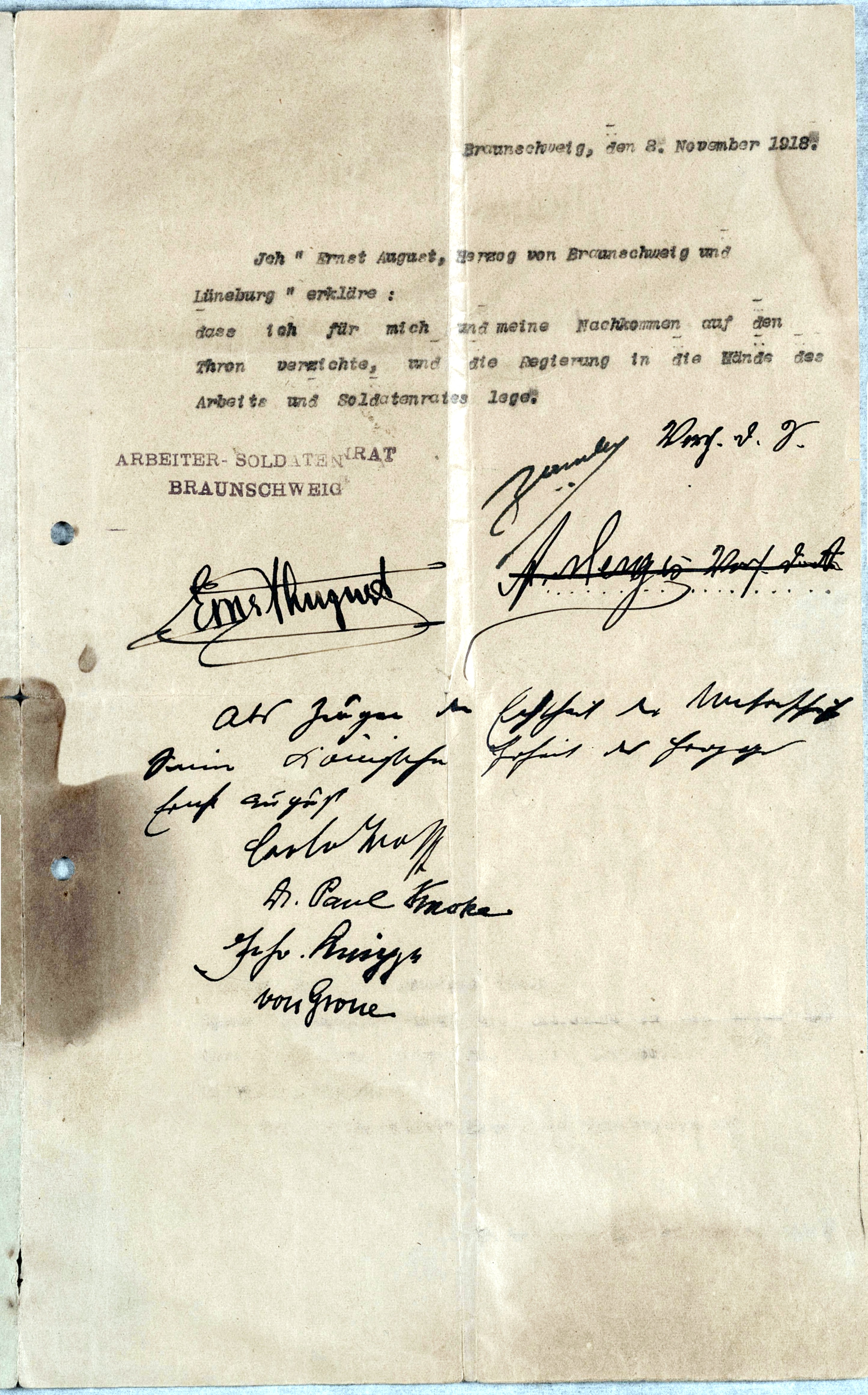
8. November 1918: Abdankungserklärung Herzog Ernst Augusts von Braunschweig (Transkription auf der Bildbeschreibungsseite)

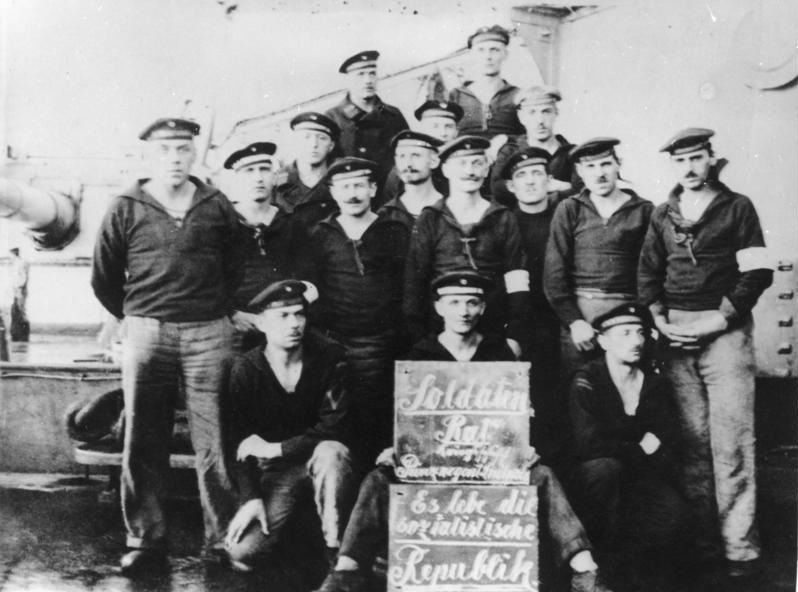
Matrosenaufstand: Soldatenrat an Bord der Prinzregent Luitpold

Die Novemberrevolution in Braunschweig war eine von Arbeitern und Soldaten getragene Erhebung in Braunschweig kurz vor Ende des Ersten Weltkriegs, die am 8. November 1918 zur Abdankung Ernst Augusts, des letzten Herzogs von Braunschweig und bis Mai 1919 zur Umwandlung seines Landes in einen demokratischen Freistaat führte. Angestoßen durch den Kieler Matrosenaufstand war sie Teil der landesweiten Novemberrevolution, die den Sturz der Monarchien im Kaiserreich und seinen Bundesstaaten bewirkte.
Wie im gesamten Reich brachte der Aufstand auch für Braunschweig tief greifende politische und soziale Veränderungen mit sich. Die Ereignisse der Jahre 1918/19, die zur Errichtung der parlamentarisch-demokratischen Weimarer Republik führten, hatten nachhaltigen Einfluss auf deren weitere politische Entwicklung.

## Historischer Kontext
In der Endphase des Ersten Weltkrieges befand sich das Deutsche Kaiserreich in einer schweren wirtschaftlichen, sozialen und politischen Krise. Die Oberste Heeresleitung hatte bereits Ende September 1918 die militärische Lage als für Deutschland aussichtslos erklärt, General Ludendorff forderte deshalb ein Waffenstillstandsgesuch. Um eine zentrale Forderung des US-Präsidenten Woodrow Wilson zu erfüllen, wurde ab Anfang Oktober die Reichsregierung auf eine parlamentarische Basis gestellt und der liberale Prinz Max von Baden von Kaiser Wilhelm II. zum neuen Reichskanzler berufen. Nach Kenntnisnahme der weiteren Waffenstillstandsbedingungen der Alliierten versuchte Ludendorff trotz seines Eingeständnisses vom Vormonat, dass der Krieg verloren sei, diesen fortzusetzen.

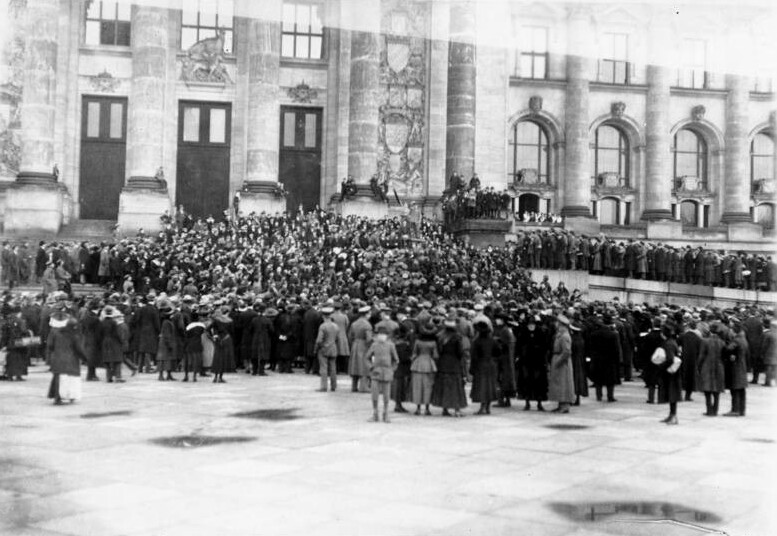
Ansprache eines Mitglieds des Arbeiter- und Soldatenrats am Reichstag, November 1918

Als nach dem Kieler Matrosenaufstand ab dem 3. November die daraus entstehende „Novemberrevolution“ in das gesamte Land getragen wurde, brachen deutschlandweit Streiks aus. In zahlreichen Städten wurden Arbeiter- und Soldatenräte gebildet. Am 7. November wurde Ludwig III. von Bayern als erster deutscher Monarch abgesetzt, in München rief Kurt Eisner den Freistaat Bayern als Republik aus (siehe auch inkl. der nachfolgenden Ereignisse unter Münchner Räterepublik). Zur gleichen Zeit verhandelte der alliierte Oberkommandierende, Marschall Foch, mit deutschen Politikern über einen Waffenstillstand. Am 9. November 1918 erreichte die Revolution Berlin, wo Reichskanzler Prinz Max von Baden die Abdankung Wilhelms II. bekanntgab und die Kanzlerschaft Friedrich Ebert (SPD) übertrug. Am Nachmittag desselben Tages rief Philipp Scheidemann die erste deutsche Republik aus, woraufhin Karl Liebknecht (Spartakusbund) seinerseits die „Freie Sozialistische Republik Deutschland“ proklamierte. Ab dem 11. November 1918, 11 Uhr vormittags, schwiegen die Waffen – der Erste Weltkrieg war zu Ende.

## Die Lage in Braunschweig am Ende des Ersten Weltkrieges

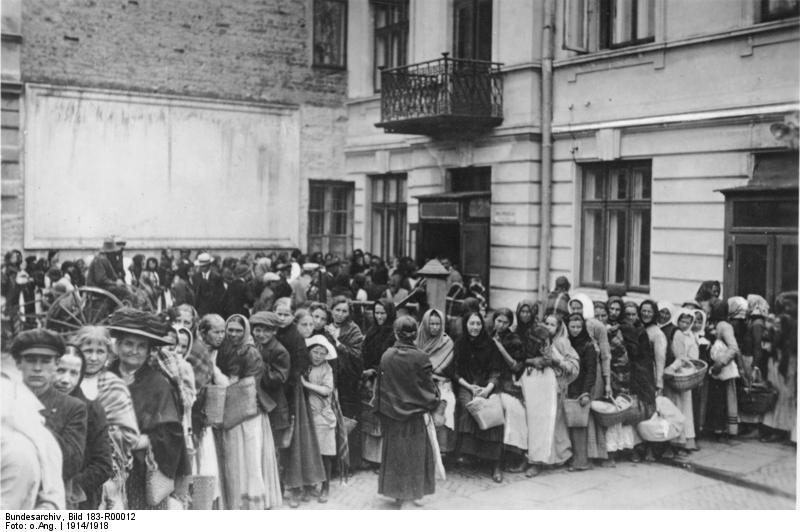
Anstehen nach Brot im sogenannten „Steckrübenwinter“

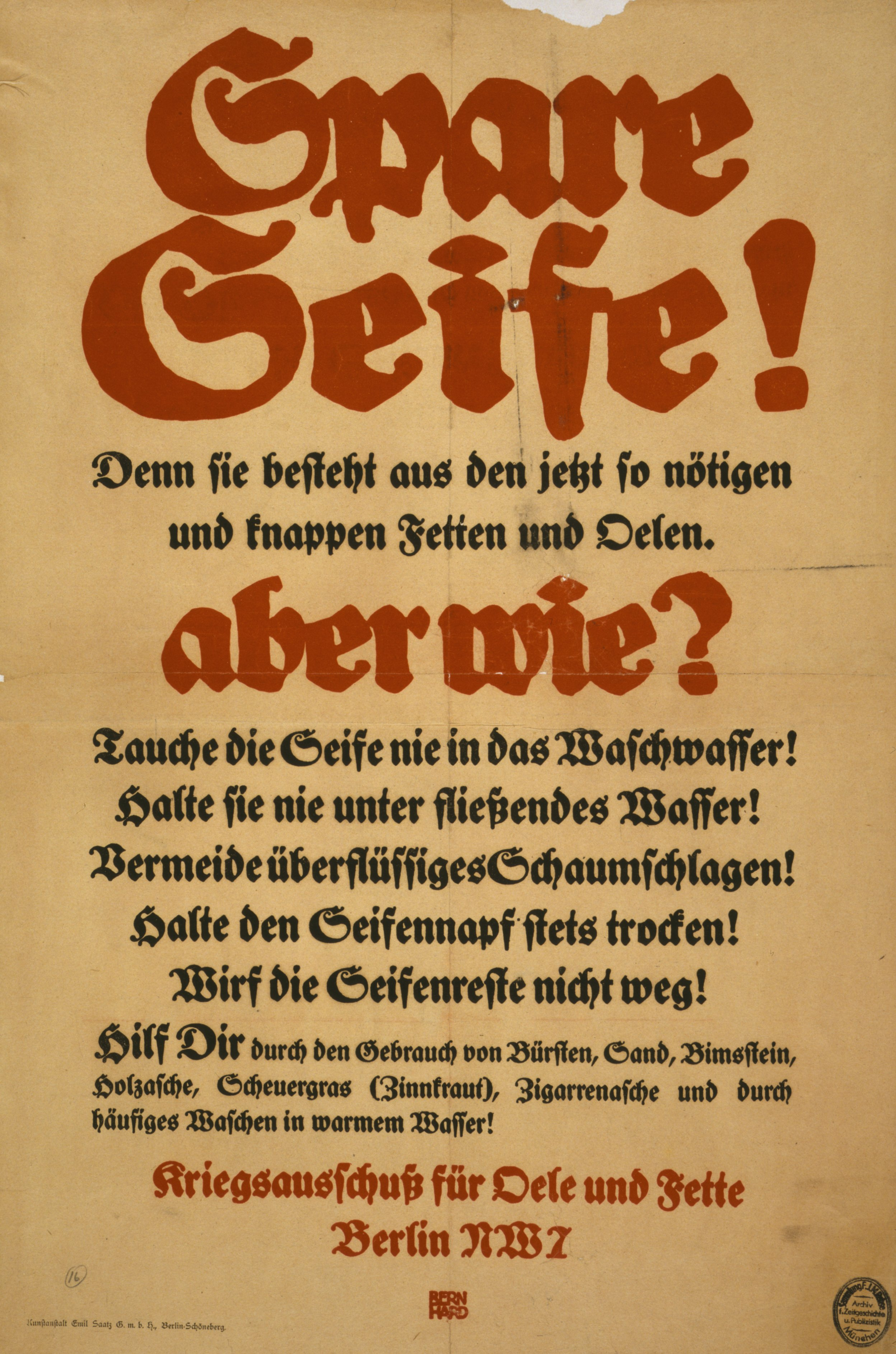
Mangel der Kriegsjahre:
Spare Seife! … aber wie?

Gegen Ende des Jahres 1918 bereitete man sich in Braunschweig auf den fünften Kriegswinter vor. Die Versorgung mit Lebensmitteln, wichtigen Gütern des täglichen Bedarfs und Brennmaterial hatte sich mit jedem weiteren Kriegsjahr zusehends verschlechtert. Auch die sozialen Leistungen der Betriebe waren immer weiter reduziert worden. Der Schwarzhandel blühte. Wie in großen Teilen Europas grassierte die Spanische Grippe auch in Braunschweig und forderte zahlreiche Opfer. In der Endphase des Krieges hatten Mitglieder der „Spartakusgruppe Braunschweig“ unter Führung von August Merges, Mitglied der USPD, ein Netzwerk für Deserteure aufgebaut. Die Negativnachrichten von den Fronten rissen nicht ab, die Verluste stiegen beständig, 15.000 Soldaten des Herzogtums Braunschweig waren bereits gefallen, gegen Ende des Krieges wurde schließlich begonnen, auch die jüngsten einsetzbaren Jahrgänge einzuberufen, während gleichzeitig Tausende von Frontsoldaten – durch das Erlebte z. T. für den Rest ihres Lebens traumatisiert – in eine ungewisse Zukunft zurückkehrten. In der städtischen Arbeiter- und Bürgerschaft brodelte es seit Jahren. Bereits ab Dezember 1914 hatte Merges zusammen mit August Thalheimer, Albert Genzen und August Wesemeier, dem späteren Präsidenten des Braunschweigischen Landtages, Unzufriedene im „Braunschweiger Revolutionsclub“ um sich geschart.
Am 1. Mai 1916 wurde ein erster Streik junger Arbeiter, der „Sparzwangstreik“, durch eine Verordnung des Generalkommandos Braunschweig ausgelöst, die es Jugendlichen untersagte, frei über ihren vollen Lohn zu verfügen. Der größte Teil wurde direkt auf ein Sparkonto eingezahlt, über das der Lohnempfänger nur unter bestimmten Bedingungen selbst verfügen konnte. Ziel dieser Maßnahme war vordergründig, die Jugendlichen in der Kriegszeit zum Sparen anzuhalten; in Wahrheit erhielt der Staat jedoch so mehr Finanzmittel zur Kriegsführung zur Verfügung. Aufgrund des Streiks nahm das Generalkommando die Verordnung am 6. Mai wieder zurück. Vom 15. bis zum 20. August 1917 wurde unter dem Motto „Friede! Brot! Freiheit!“ der erste Generalstreik in der Stadt durchgeführt.
In der Braunschweiger Vorkriegssozialdemokratie hatte der linke Parteiflügel eine zahlen- wie einflussmäßig relativ große Bedeutung. Dies zeigte sich u. a. auch, als sich die SPD 1917 spaltete: In Braunschweig wechselte die Mehrheit der Mitglieder zur USPD, nur eine Minderheit blieb in der SPD (dann MSPD genannt) – im übrigen Reich war es zumeist andersherum. Das örtliche SPD-Organ, der „Braunschweiger Volksfreund“, zählte zu den wenigen sozialdemokratischen Zeitungen, in denen (mit bedingt durch die Redaktionsmitgliedschaft von August Thalheimer bis 1916) auch nach Kriegsbeginn Gegner des Krieges und der Burgfriedenspolitik der Parteiführung zu Wort kamen. Braunschweig erwies sich als besonders fruchtbarer Nährboden für revolutionäre Bewegungen, die in dieser Radikalität im restlichen Reich kaum zu finden waren.

### November 1918: Die Revolution erreicht Braunschweig

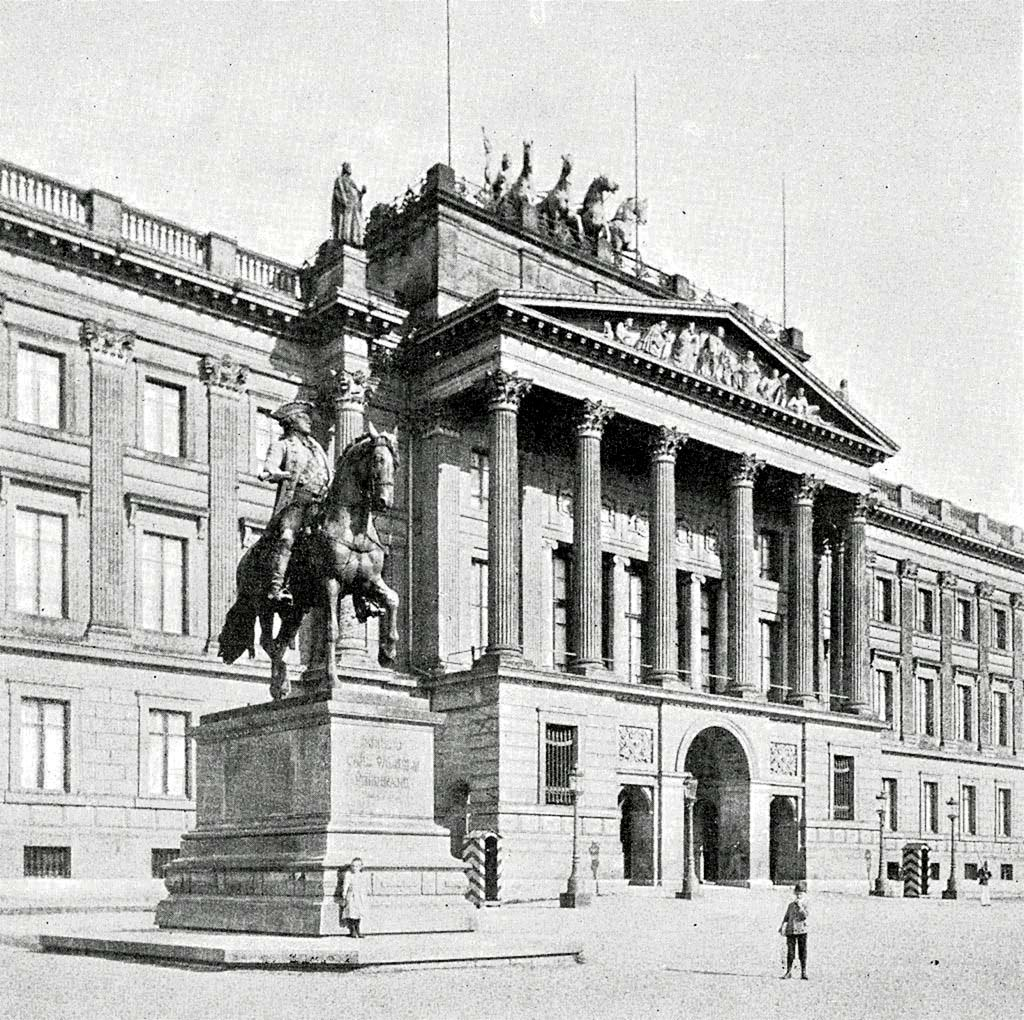
Das Braunschweiger Schloss

Anfang November kursierten allerhand Gerüchte in der Stadt. Für den 3. November hatten die Spartakisten eine große Protestversammlung auf dem Leonhardplatz organisiert, bei der Merges Hauptredner war. Um noch mehr Menschen dorthin zu locken und um gleichzeitig das Bürgertum einzuschüchtern, wurde das Gerücht verbreitet, Karl Liebknecht komme nach Braunschweig und werde auf dieser Veranstaltung sprechen, außerdem würden 1000 Matrosen in die Stadt kommen – beides geschah zwar nicht, hatte aber aus Sicht der Revolutionäre dennoch seine Wirkung nicht verfehlt.
Im Laufe des 6. November 1918 erreichten die ersten Matrosen aus Kiel und Wilhelmshaven kommend Braunschweig und wurden von Merges empfangen. Noch während die Revolutionäre am Abend berieten, kam es zu ersten Unruhen. Am nächsten Tag fand eine Großdemonstration statt, eine große Menschenmenge zog durch die Stadt, das Gefängnis Rennelberg wurde gestürmt und Gefangene befreit, Revolutionäre besetzten den Braunschweiger Bahnhof, die Post sowie die Schlosswache, diverse Amtsgebäude wie das Polizeipräsidium der Polizeidirektion Braunschweig in der Münzstraße, Arbeiter bei Büssing und anderen Fabriken wurden mobilisiert. Tausende standen von der Münzstraße bis zum Hagenmarkt. Fast die gesamte Braunschweiger Garnison lief zu den Aufständischen über. Welfen-Herzog Ernst-August hatte dem Standortältesten die Weisung erteilt, ein Blutvergießen um jeden Preis zu vermeiden.

#### 8. November 1918: Abdankung des Herzogs

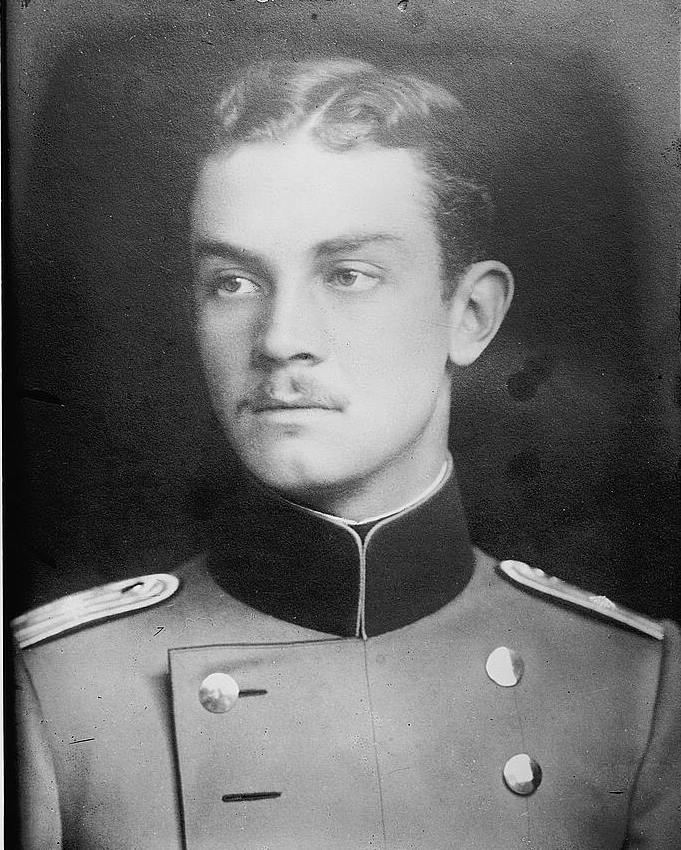
Ernst August Herzog von Braunschweig und Lüneburg

Am 8. November 1918 gingen erneut Tausende auf die Straße. Im Laufe des Tages versammelten sich zwischen Ackerhof und Schlossplatz ca. 20.000 Menschen und warteten, dass etwas geschehe. Merges hatte am Morgen mit einer Gruppe Bewaffneter das „Volksfreund“-Gebäude der SPD besetzt und so den Linksradikalen mit der dort erscheinenden Zeitung ein eigenes Sprachrohr verschafft. Während Merges gegen 10 Uhr gerade von einem Balkon zur Menge sprach, wurde auf dem Schloss die Rote Fahne gehisst.
Am Nachmittag ging eine Abordnung unter Merges’ Führung in das Schloss zu Herzog Ernst-August und forderte ihn zur Abdankung auf. Nach kurzer Bedenkzeit und nach Beratung mit seinen Ministern unterzeichnete dieser die Urkunde und verließ Braunschweig am folgenden Tage zusammen mit seiner Familie nach Gmunden ins österreichische Exil. Zuvor hatte Ernst-August noch seine Minister veranlasst, geschlossen zurückzutreten und ihre Amtsgeschäfte in die Hände des Arbeiter- und Soldatenrates zu legen.
Am Abend des 8. November traf Sepp Oerter (USPD) aus Leipzig kommend in der Stadt ein. Wenige Tage vor diesen Ereignissen war Heinrich Jasper (SPD), späterer braunschweigischer Ministerpräsident, von der Reichsregierung telegrafisch von seiner Einheit an der Ostfront nach Braunschweig beordert worden, um dort steuernd auf die Aktivitäten einzuwirken, er traf aber erst am 11. November in der Stadt ein – zu spät, um das Geschehene rückgängig machen zu können.

#### „Sozialistische Republik Braunschweig“

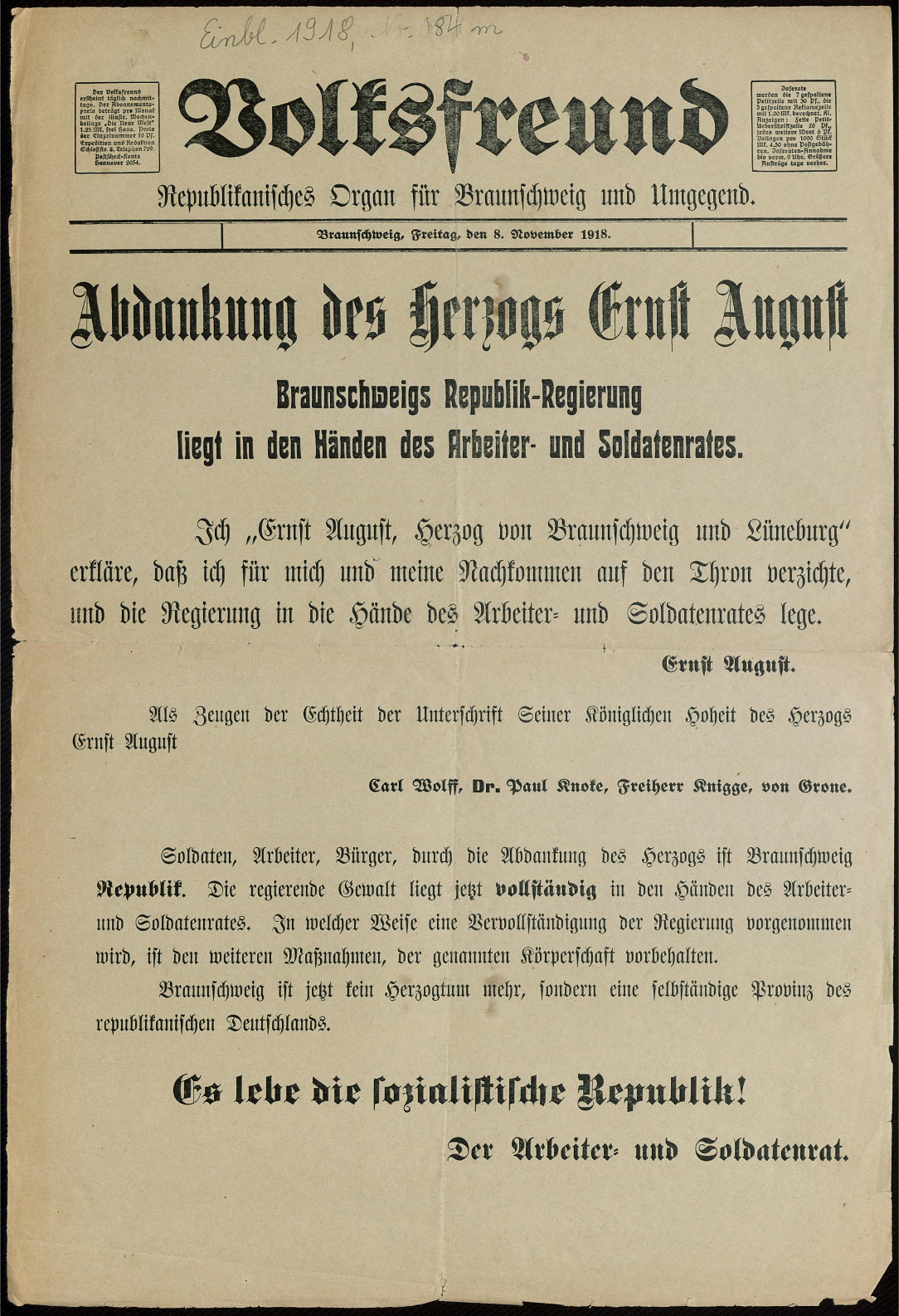
Titelseite des Volksfreundes vom 8. November 1918

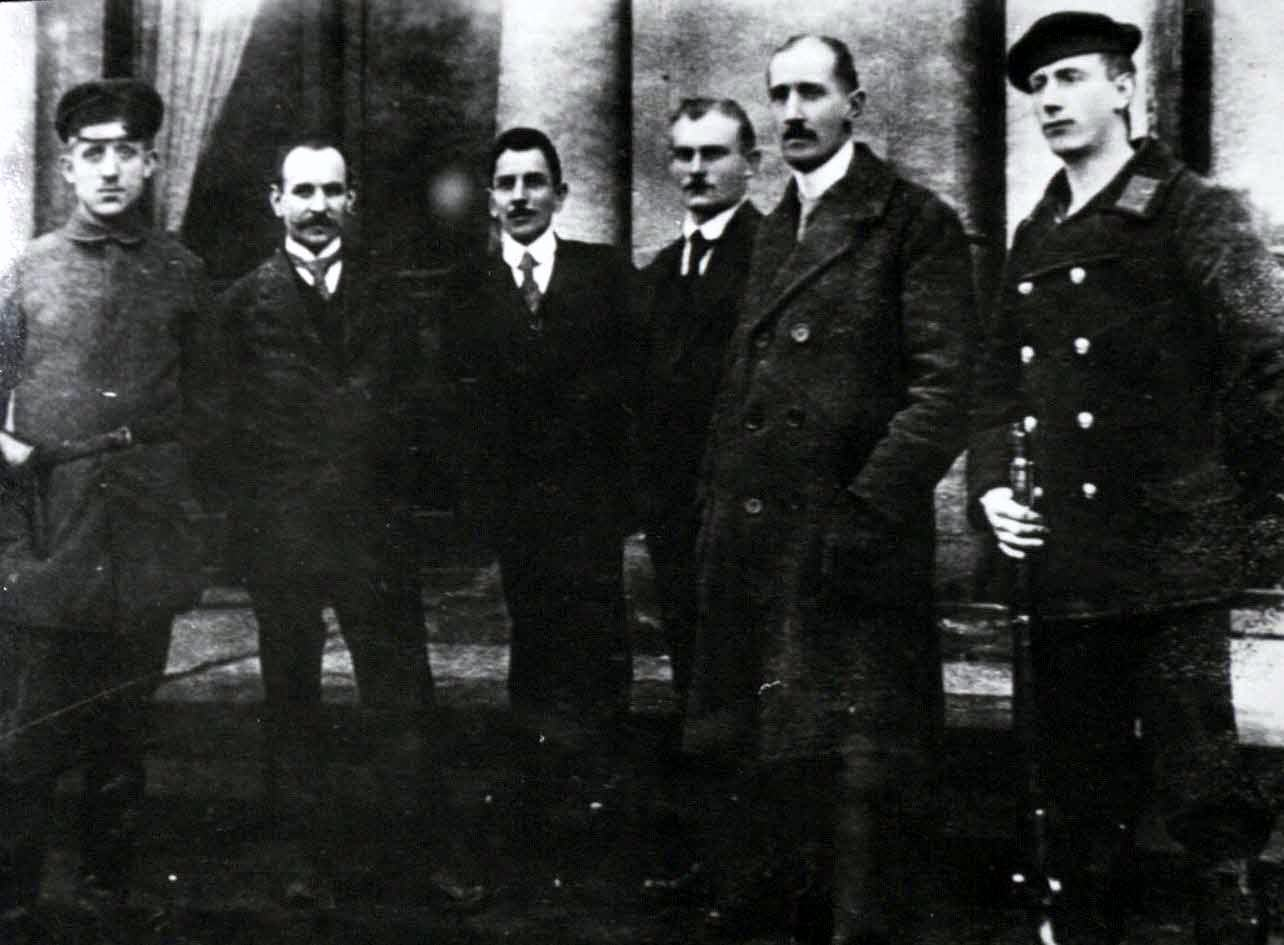
8. November 1918: Die Delegation des Arbeiter- und Soldatenrates (v. l. n. r.: Friedrich Schubert, Henry Finke, August Merges, Paul Gmeiner, Hermann Schweiß und Hermann Meyer)

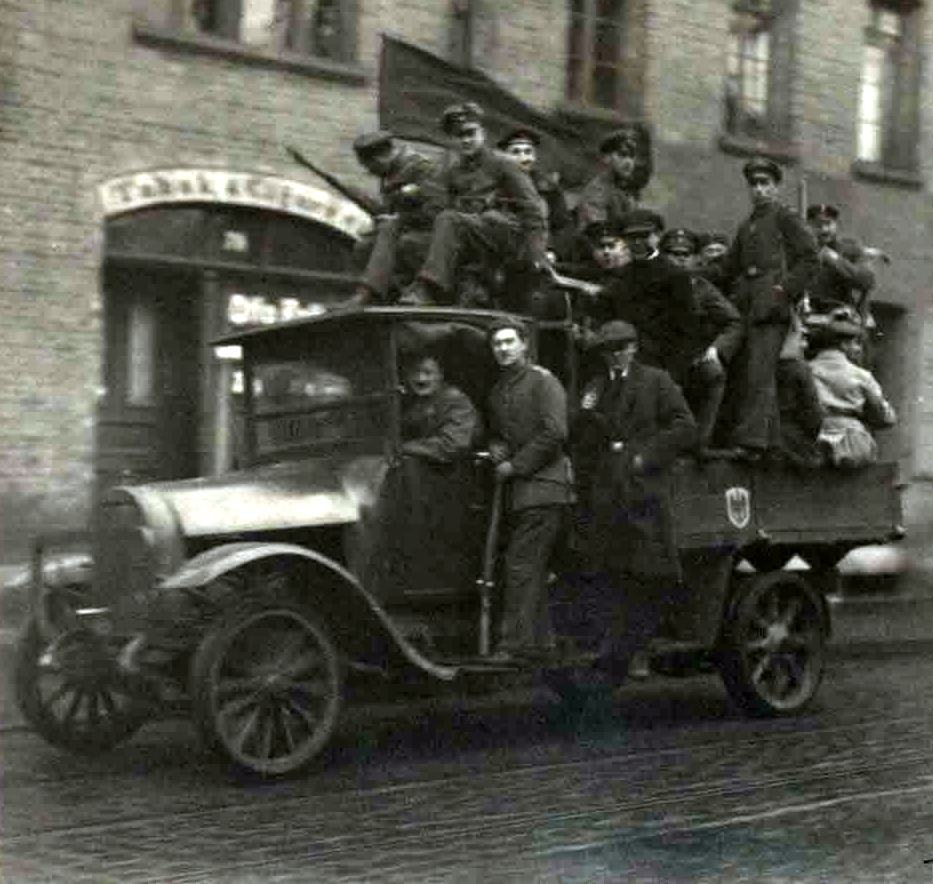
Revolutionstruppen auf einem Lkw in der Stadt

Nach der Abdankung des Herzogs übernahm ein Arbeiter- und Soldatenrat die politische Führung, sein Vorsitzender war der „Husar Schütz“ (in Wirklichkeit ein Infanterist und von Beruf Journalist). In Braunschweig verlief der 9. November 1918 verglichen mit Berlin (Abdankung Wilhelms II. und Ausrufung der Republik durch Scheidemann) vergleichsweise ruhig. Der Arbeiter- und Soldatenrat beschloss, in Braunschweig eine „Rote Garde“ nach sowjetischem Vorbild aufzustellen. Sie bestand aus etwas über 1.000 Mann, deren vorrangige Aufgabe, neben der „Verteidigung der Republik“, darin bestand, Recht und Ordnung wiederherzustellen und aufrechtzuerhalten sowie dafür Sorge zu tragen, dass die in das ehemalige Herzogtum heimkehrenden Frontsoldaten – die von den bis vor kurzem für unmöglich gehaltenen Veränderungen weder etwas wussten noch ahnten – nicht versuchten, den Status quo ante wiederherzustellen. Bereits am 14. November wurde die „Rote Garde“ allerdings in „Volkswehr“ umbenannt, um der bürgerlichen Presse weniger Angriffsfläche zu bieten, zudem machte sich die Garde durch diverse Willkürakte, wie Hausdurchsuchungen und Beschlagnahme von Lebensmitteln bei der Bevölkerung binnen Kurzem ausgesprochen unbeliebt.
Am 10. November 1918 marschierte ein großer Demonstrationszug vom Schloss zum Braunschweigischen Landtag am Eiermarkt, wo eine Alleinregierung der USPD durch den Arbeiter- und Soldatenrat ausgerufen wurde. Die „Sozialistische Republik Braunschweig“ wurde proklamiert und zu ihrem ersten Präsidenten wurde einstimmig August Merges auf Vorschlag von Sepp Oerter gewählt. Der „Rat der Volkskommissare“ hingegen, mit Oerter als Vorsitzendem, übte die tatsächliche Regierungsgewalt aus. Dem Rat gehörten acht „Volkskommissare“ an: Minna Faßhauer (Volksbildung – die einzige Frau und damit erste Ministerin Deutschlands), Carl Eckardt (Arbeit), Gustav Gerecke (Ernährung), August Junke (Justiz), Michael Müller (Verkehr und Handel, am 28. Januar 1919 durch Rudolf Löhr abgelöst), Sepp Oerter (Inneres und Finanzen), Gustav Rosenthal (revolutionäre Verteidigung, am 28. Januar 1919 durch Herling abgelöst) und August Wesemeier (Stadt Braunschweig).
Merges, radikaler Verfechter der Räterepublik sowjetischer Prägung, beabsichtigte nunmehr im ehemaligen Herzogtum Braunschweig eine Republik nach russischem Vorbild zu errichten. Oerter hingegen, Führer der Braunschweiger USPD und einflussreiches Regierungsmitglied, hatte sich von Beginn an für ein vom Volk gewähltes Parlament ausgesprochen, das als zusätzliches Organ neben der Rätevertretung arbeiten sollte. Das Fernziel des Arbeiter- und Soldatenrates bestand in der Schaffung eines deutschen Einheitsstaates, in dem das Land Braunschweig aufgehen sollte; Nahziel war jedoch zunächst die Errichtung einer sozialistischen Staats- und Wirtschaftsordnung im Lande Braunschweig. Am 15. November 1918 nahm der Arbeiter- und Soldatenrat einen Wahlrechtsentwurf an, der allen Personen über 20 Jahren das geheime, gleiche und direkte Wahlrecht zuerkannte.

### Dezember 1918
Das Braunschweiger Bürgertum, das bis dato kaum in Erscheinung getreten war, reagierte auf das bisher seitens der Arbeiterschaft und der Soldaten Geschehene am 1. Dezember 1918 mit einer großen Versammlung in „Brünings Saalbau“, in der es zum ersten Mal deutlich und v. a. öffentlich seine Ablehnung und Opposition gegenüber der Revolutionsregierung zum Ausdruck brachte.
In den folgenden Tagen plünderte die Bevölkerung die Kasernen und entwendete dabei auch eine große Menge Schusswaffen, wodurch sich die Situation in der Stadt zuspitzte und unberechenbar wurde. Bürgerliche Zeitungen in ganz Deutschland berichteten derweil von „Leichen auf den Straßen Braunschweigs“ – was zwar nicht den Tatsachen entsprach, aber die Lage weiter verschärfte. Heimkehrende Braunschweigische Infanterie musste zunächst in Rüningen, einem Vorort, Halt machen und bereitete sich angesichts der Berichterstattung in der überregionalen Presse auf den Einmarsch in die Stadt und eventuelle Gefechte vor. Als sich die Truppen dann tatsächlich in die Innenstadt bewegten, aber nirgends Leichen fanden oder Zerstörungen sahen und schließlich mit der Bevölkerung ins Gespräch kamen, wurde den Soldaten schnell bewusst, dass sie getäuscht worden waren, und sie schlossen sich (bis auf die Offiziere) den Aufständischen an.
Am 22. Dezember 1918 fanden in Braunschweig Wahlen zum Landesparlament statt – es waren die ersten Wahlen in Deutschland nach dem Zusammenbruch des Kaiserreiches überhaupt. Der Ausgang dieser Wahl war für die USPD allerdings vollkommen unerwartet: Obwohl sie bis dahin die dominierende politische Kraft gewesen war, errang sie lediglich 14 von 60 Sitzen, die MSPD (unter Heinrich Jasper) hingegen 17, die beiden bürgerlichen Parteien, der „Landeswahlverband“ und die Deutsche Volkspartei (DVP), brachten es zusammen auf 29 Sitze. In der Stadt Braunschweig wurde die USPD zwar mit 33,4 % stärkste Partei, blieb aber auch hier insgesamt weit hinter ihren Erwartungen zurück. Trotz des Ergebnisses war der Arbeiter- und Soldatenrat aber nicht gewillt, seine Machtbefugnisse an den neuen, demokratisch gewählten Landtag abzutreten. Man beschloss stattdessen, sich mit Gleichgesinnten zu beraten, um eine eigene Republik zu schaffen und endlich unabhängig von Berlin zu werden.

### Januar 1919

#### Folgen des Berliner Januaraufstands
Am 1. Januar 1919 gründeten der Spartakusbund und andere linksrevolutionäre Gruppen die Kommunistische Partei Deutschlands (KPD). Der Spartakusaufstand in Berlin dauerte vom 5. bis zum 12. Januar und wurde nach blutigen Kämpfen mit Freikorps-Truppen niedergeschlagen.
An einer Massendemonstration am 7. Januar in Braunschweig wurden die aufständischen Spartakisten in der Hauptstadt unterstützt. Die Braunschweiger Spartakisten besetzten die Gebäude bürgerlicher Zeitungen und sprengten Versammlungen der bürgerlichen Parteien. Der Arbeiter- und Soldatenrat erklärte, dass sämtliche preußischen Truppentransporte, die das Land Braunschweig durchquerten, entwaffnet würden.
Die Ermordung von Rosa Luxemburg und Karl Liebknecht in Berlin durch Angehörige der Garde-Kavallerie-Schützen-Division am 15. Januar 1919 führte deutschlandweit zu teils bürgerkriegsähnlichen Unruhen, die in einigen Gebieten bis in den Mai andauerten. In Braunschweig demonstrierten am 20. Januar 30.000 Menschen gegen den politischen Doppelmord. Die Lage in der Stadt verschärfte sich daraufhin. Wilhelm Schlink, 1919 Rektor der Technischen Hochschule Braunschweig, berichtete, dass er bereits am 27. Januar 1919 von Studenten Hinweise über den bevorstehenden Einmarsch von Freikorpstruppen zur Beruhigung der Lage in Braunschweig erhalten habe.

#### „Nordwestdeutsche Republik“
Die Devise der Braunschweiger USPD sowie der Spartakisten war „Weg von Berlin“. Angesichts des in der Hauptstadt Geschehenen schien auch die Situation in Braunschweig langsam, aber sicher zu eskalieren und auf ein Ereignis zuzusteuern, das von der Reichsregierung unter Friedrich Ebert alles andere als gewünscht war – der politischen Herauslösung des Landes Braunschweig aus dem Reich.
Die Geschehnisse in Braunschweig beschleunigten sich zusehends und der Ton wurde auf beiden Seiten schärfer – der Rat der Volkskommissare spielte mit dem Gedanken, zur Stärkung der eigenen politischen Position eine „Nordwestdeutsche Republik“ ins Leben zu rufen, was aus Berliner Sicht einen Angriff auf die Einheit des Reiches darstellte. Die Nordwestdeutsche Republik sollte aus zehn sozialistischen Freistaaten bestehen, darunter die „Großbraunschweigische Lösung“: der Freistaat Braunschweig-Lüneburg, mit einem Staatsgebiet, das von Cuxhaven bis zum Harz und von Lüneburg aus auch einen Teil Anhalts umfasste – allerdings ohne Hannover. Am 25. Januar 1919 fand deshalb in Braunschweig ein Kongress statt, zu dem Vertreter aus dem Freistaat Oldenburg, aus der Bremer Räterepublik, Düsseldorf, Leipzig, Essen, Hamburg und Hannover erschienen, um darüber zu beraten. Alle Parteien – außer der USPD – lehnten das Vorhaben allerdings auf das Schärfste ab, womit es bereits im Ansatz gescheitert war.
Sepp Oerter kommentierte das Verhalten der Spartakisten in einem Brief vom 31. Dezember 1918 an Kurt Eisner wie folgt:
„Wenn die Revolution [in Braunschweig] scheitert, dann an der Großmäuligkeit der hiesigen Spartakusleute. Das Bürgertum überwinden wir. Es würde sich fügen. Aber die Spartakusleute machen alle positive Arbeit unmöglich. Für sie ist Revolution lediglich Radau und Zerstörung des Wirtschaftslebens, soweit es nicht infolge des Krieges zertrümmert ist. Im steten Kampf gegen die Unfähigkeit und Dummheit reibe ich meine Kräfte auf. Ich möchte endlich zu positiver Arbeit kommen.“

### Februar 1919
Bei der konstituierenden Sitzung des Braunschweiger Landtages am 10. Februar 1919 trug der Vorsitzende des Arbeiter- und Soldatenrates, der „Husar Schütz“, das Regierungsprogramm vor und übergab anschließend den Entwurf für eine Verfassung des Landes Braunschweig. Am 22. Februar 1919 wurde eine Koalitionsregierung aus USPD und SPD unter Vorsitz von Sepp Oerter (Kabinett Oerter) gebildet und der Landtag verabschiedete die vorläufige Verfassung, die das Parlament zum Träger aller staatlichen Gewalt bestimmte – somit eine deutliche Entscheidung für die parlamentarische Demokratie zum Ausdruck brachte. Ende Februar wurde der Landtag von Arbeitslosen gestürmt – Präsident Merges musste zurücktreten. Demonstrationen waren mittlerweile in Braunschweig an der Tagesordnung.

### März 1919
Am 4. März 1919 riefen die Spartakisten schließlich die Räterepublik in Braunschweig aus – aber am nächsten Tag wurde dies bereits widerrufen (wodurch das Ansehen der Revolutionäre nicht nur bei der bürgerlichen Braunschweiger Bevölkerung weiter sank). Am 8. März beschlossen USPD und Spartakusbund ihre Vereinigung. Die KPD beschloss am 26. März 1919 ihre Trennung von der SPD.
Verschiedene Braunschweiger Zeitungen berichteten, dass sich Vertraute Lenins mehrfach zu Gesprächen im Schloss aufgehalten hätten, darunter auch der von Lenin beauftragte Karl Radek. Auf dem Landesparteitag der SPD in Seesen deutete Heinrich Jasper am 9. März an, dass auch in Braunschweig mit einem Putsch der Spartakisten gerechnet werden müsse.

### April 1919: Freikorps-Truppen in Braunschweig

#### Auslöser
Anfang April 1919 spitzte sich die Lage in der Stadt dramatisch zu. Die Auffassung der Regierung in Berlin war: „Braunschweig war seit Ende 1918 politisch der ‚Mittelpunkt der kommunistischen Bewegung und der Herd aller Schwierigkeiten für die Durchführung der laufenden Arbeiten der Reichsregierung‘.“ Nachdem Bergarbeiter im Ruhrgebiet in den Streik getreten waren und am 7. April die Münchner Räterepublik ausgerufen worden war, beschlossen Aktionsausschuss, Betriebsausschüsse sowie Vertrauensmänner in Braunschweig am selben Tag einen Generalstreik zur Errichtung einer Räterepublik.
Am 9. April 1919 riefen die Spartakisten auf dem Schlossplatz den Generalstreik aus. Ziel des Streiks sollte zum einen der Sturz der Koalitionsregierung in Braunschweig sein, zum anderen die Errichtung einer Räteherrschaft in ganz Deutschland. Zu diesem Zwecke wurden folgende Forderungen gestellt:
- Alle Macht den Arbeiterräten
- Absetzung der „Mörder-Regierung“ Ebert/Scheidemann
- Anschluss an die Russische Räterepublik
- Auflösung der Nationalversammlung und sämtlicher Landesversammlungen
- Bewaffnung der Arbeiterschaft
- Befreiung aller politischen Gefangenen

Der Landesarbeiterrat fügte diesen noch drei eigene hinzu:
- Sofortiger Beginn der Sozialisierung durch Einführung von Betriebsräten
- Auflösung aller Freikorps
- Schaffung eines Volksheeres

Die Reichsregierung lehnte diese Forderungen mit der Begründung ab, sie seien utopisch und deshalb unmöglich umsetzbar.

#### Drohender Bürgerkrieg im Land Braunschweig

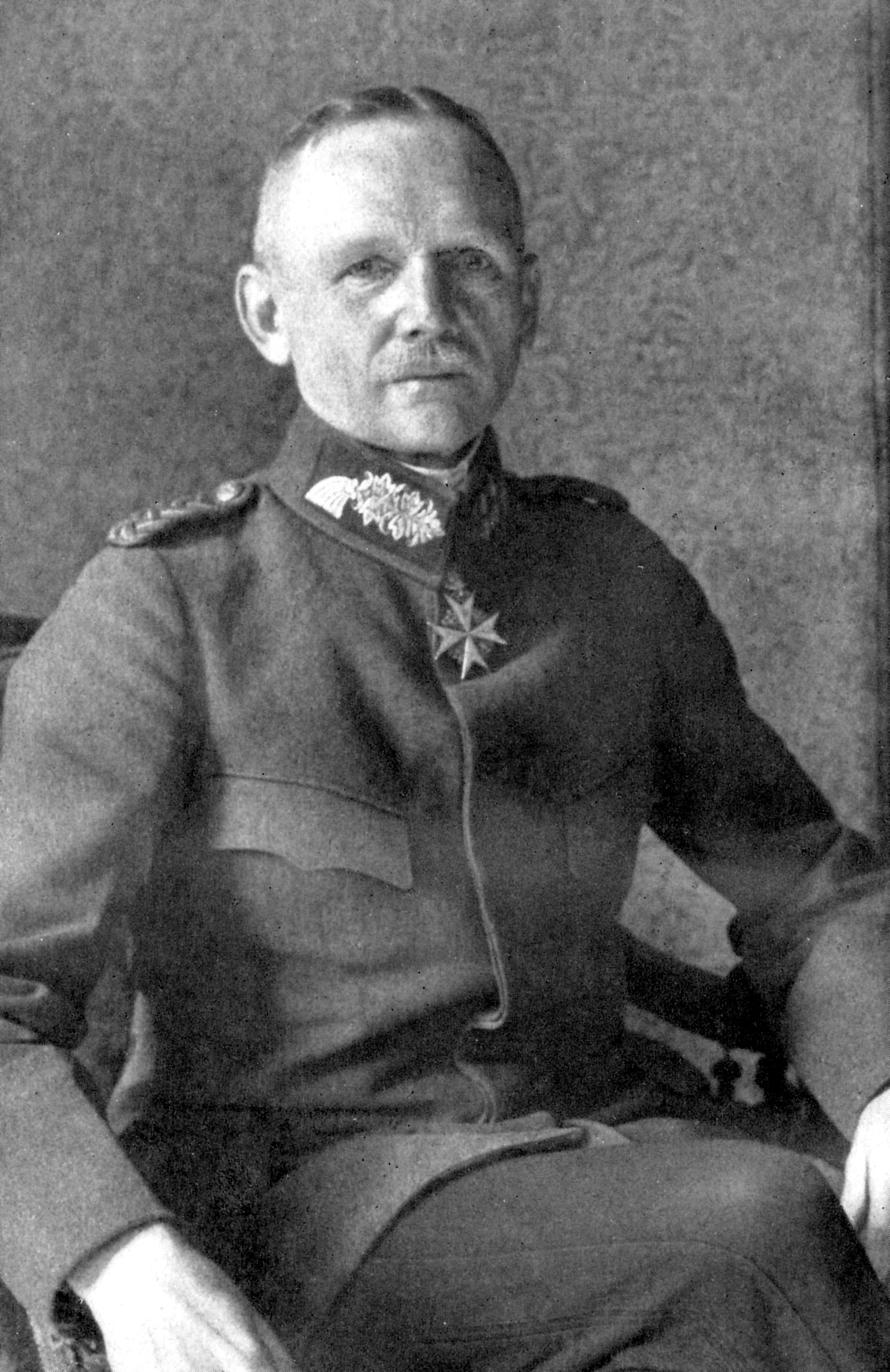
General Maercker

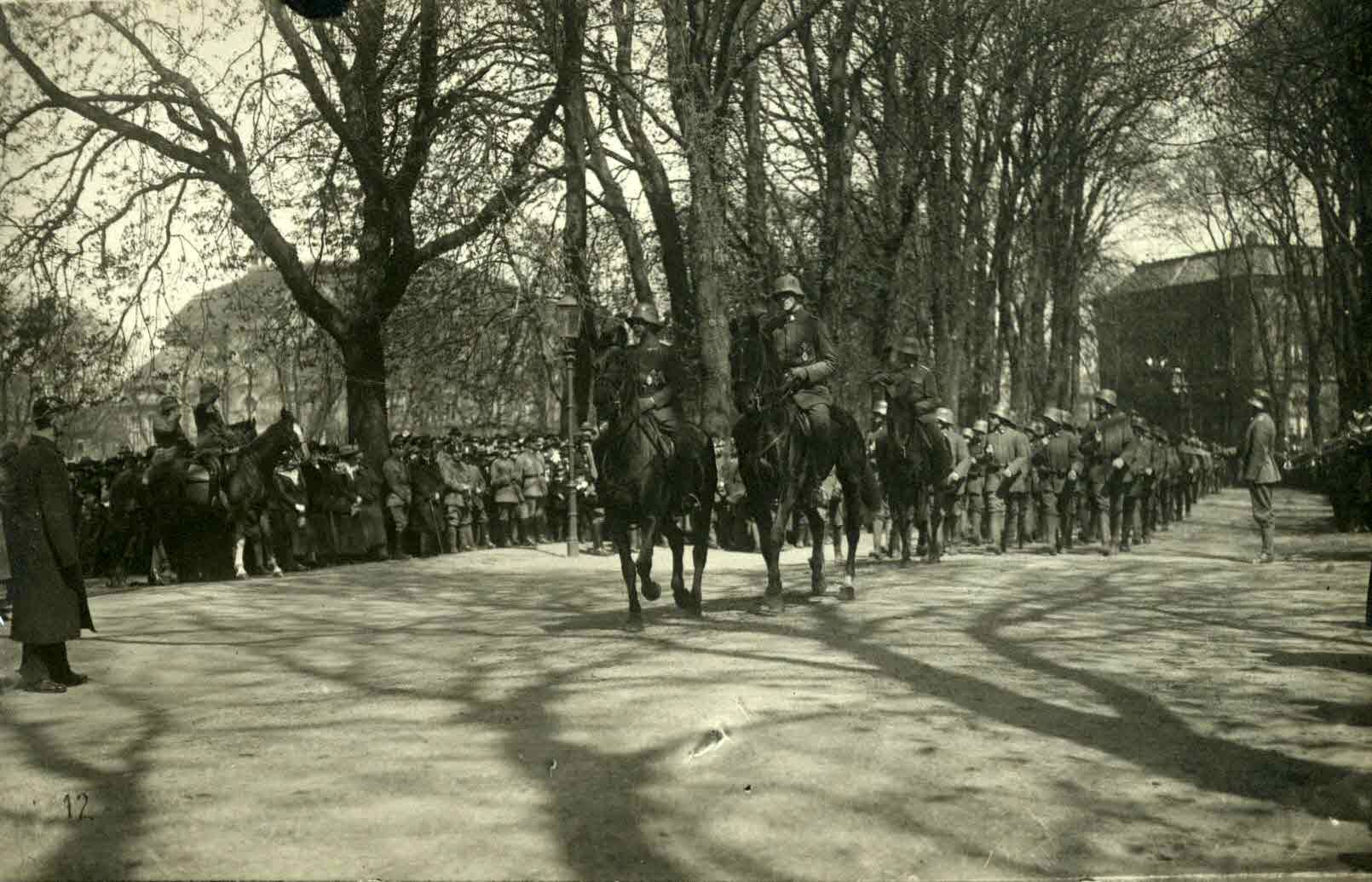
April 1919: Truppen des Freikorps Maercker paradieren auf dem Löwenwall

Aufgrund des Generalstreiks wurden alle öffentlichen Lokale mit sofortiger Wirkung geschlossen; Speisen durften nur noch zwischen 12 und 14 Uhr sowie zwischen 17 und 19 Uhr verkauft werden. Alle Geschäfte, mit Ausnahme von Lebensmittelgeschäften, mussten schließen. Ab 20 Uhr galt Ausgangssperre. Der „Volksfreund“ schrieb, die „Entscheidungsschlacht um die Republik“ habe begonnen. Der Streik hatte u. a. zur Folge, dass durchfahrende Züge nicht mehr abgefertigt wurden, wodurch v. a. der wichtige Ost-West-Verkehr und damit die Versorgung großer Teile Deutschlands mit Lebensmitteln und Kohle blockiert wurde. Der dadurch verursachte Rückstau löste ein deutschlandweites Verkehrschaos aus. Braunschweiger Beamte und Freiberufler gingen daraufhin in einen Gegenstreik. Ab dem 11. April 1919 kam das öffentliche Leben in der Stadt zum Erliegen. Der Ton aus Berlin wurde schärfer, woraufhin der Volksbeauftragte Eckardt, dem die „Roten Truppen“ in Braunschweig unterstanden, erklärte, Truppen der Reichsregierung, die versuchen würden, Braunschweig zu besetzen, würden mit Waffengewalt daran gehindert – dem Lande Braunschweig drohte ein Bürgerkrieg.
Da die Reichsregierung diese Situation wirtschaftlich wie politisch als unhaltbaren Zustand empfand, beauftragte Reichswehrminister Gustav Noske den General der Freikorps-Truppen Maercker, Recht und Ordnung in Stadt und Land Braunschweig wiederherzustellen. Am 13. April 1919 verhängte die Reichsregierung den Belagerungszustand über Braunschweig.
Am Abend des 14. April warf ein Flugzeug über der Stadt Flugblätter mit einem Aufruf des Generals ab, in dem dieser den Bürgern der Stadt den Ernst der Lage darlegte und entsprechende Konsequenzen bei Widerstand androhte. Daraufhin rief Oerter am 15. April bei Maercker, der sich in Magdeburg befand, an und ersuchte ihn, auf den Einmarsch in Braunschweig zu verzichten. Maercker erklärte jedoch, dass es jetzt für Verhandlungen zu spät sei. Am selben Tag gelang es der amtierenden Braunschweigischen Landesregierung mit Verweis auf den Belagerungszustand, die Beendigung des Generalstreiks durchzusetzen. Sie wurde jedoch trotz dieses Erfolges von der Reichsregierung am Folgetag für abgesetzt erklärt, blieb jedoch geschäftsführend noch bis zum 30. April im Amt, da es Maercker in den Folgewochen nicht gelang, eine neue Regierung zu bilden.
Angesichts der bedrohlichen Lage und des bevorstehenden Einmarsches der Reichswehr in die Stadt erließ die Landesregierung am 16. April folgenden Aufruf an die Bevölkerung:
„Wer mit der Waffe in der Hand den Regierungstruppen Widerstand leistet, versündigt sich an der Arbeiterschaft und an der Gesamtheit der Einwohnerschaft und am Wohle der Stadt und des Landes Braunschweig.“
Auch der Rat der Volksbeauftragten wandte sich mit einem Aufruf an die Bevölkerung:
„Wenn auch nur ein Schuß beim Einmarsch der Regierungstruppen fällt, wird das zur Folge haben, daß großes Blutvergießen und unendliches Verderben über die Stadt Braunschweig hereinbricht.“
„Arbeiter, Bürger und alle Personen müssen es als ihre heiligste Pflicht ansehen, den einrückenden Truppen keinen Widerstand entgegen zu setzen.“
„[…] liefert jede Waffe ab!“
Am selben Tag schließlich beschloss die Streikleitung, die Arbeit wieder aufnehmen zu lassen – aber es war zu spät. Am 16. abends wurde den Revolutionstruppen ein Ultimatum gestellt, sie sollten Schloss und Kasernen räumen, was diese auch umgehend taten. Hermann Wallbaum (s. u. unter „Literatur“), Augenzeuge der Ereignisse, kommentierte die Situation so: „Beim Ranrücken der Maercker-Truppen brach alles [= der propagierte Widerstand] zusammen.“

#### Der Freistaat Braunschweig im Belagerungszustand
Die Reichsregierung hatte bereits einige Tage zuvor öffentlich bekannt gegeben:
Zur Aufrechterhaltung der öffentlichen Sicherheit wird hiermit über das Gebiet des Freistaates Braunschweig der Belagerungszustand verhängt. Mit der Durchführung der sich hieraus ergebenden Maßnahmen wird der Kommandant des Freiwilligen Landjägerkorps, Generalmajor Maercker beauftragt.
Weimar, den 13. April 1919
Der Reichspräsident
gez. Ebert
Gegengezeichnet:
gez. Scheidemann
Präsident des Reichsministeriums
gez. Noske
Reichswehrminister

#### 17. April 1919: Einmarsch des Freikorps Maercker

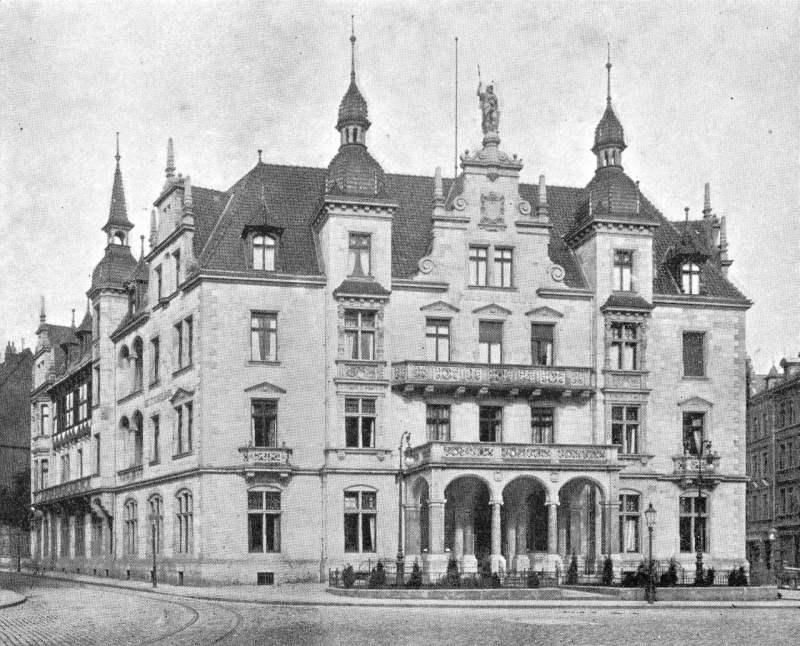
Hotel „Deutsches Haus“

Heinrich Jasper

In den frühen Morgenstunden des 17. April 1919 bewegten sich ca. 10.000 Mann in sechs Marschkolonnen, z. T. mit Panzerwagen und Panzerzügen, konzentrisch auf Braunschweig zu. Es handelte sich u. a. um Soldaten von vier Abteilungen Landesjägerkorps, Kavallerie-Schützen-Kommando 11 (Lehr-Infanterie-Regiment, Dragoner), 2. Marine-Brigade Ehrhardt, freiwillige Truppen des X. Armeekorps (Dragoner und Ulanen), sowie die in Münster und Hannover neu aufgestellte Freiwilligen-Abteilung Braunschweig. Obwohl sowohl Militär als auch Bevölkerung mit erheblichem Widerstand bei der Besetzung der Stadt rechneten, geschah nichts – der Einmarsch vollzog sich vollkommen friedlich und ohne jedes Blutvergießen. Die Soldaten wurden von der Bevölkerung mit Jubel begrüßt und mit Blumen überschüttet. Binnen weniger Stunden waren sämtliche strategischen Punkte von Freikorps-Soldaten besetzt. Verbindungsstraßen und Bahnlinien wurden durch die braunschweigischen Infanterie-Regimenter 92 und 17 gesichert.
Gegen 10 Uhr traf General Maercker im Hotel „Deutsches Haus“ am Ruhfäutchenplatz ein (wo es noch heute existiert) und richtete dort sein Hauptquartier ein. Der Belagerungszustand wurde umgehend durchgesetzt: Volkswehr und Volksmarine wurden aufgelöst und statt ihrer das Jägerbataillon Braunschweig und eine Einwohnerwehr aufgestellt. August Merges war nach Berlin geflohen, während Sepp Oerter in Braunschweig geblieben war. Die Regierung Oerter wurde mit sofortiger Wirkung abgesetzt und der Landesarbeiterrat aufgelöst. Oerter, Eckardt und zahlreiche andere wurden in Schutzhaft genommen. Für Oerter bestand sie allerdings darin, dass er im „Deutschen Haus“ ein Zimmer erhielt. Nach einigen Tagen wurde er wieder freigelassen. Binnen kürzester Zeit war die „öffentliche Ordnung“, so, wie sie die Reichsregierung verstand, wiederhergestellt.
Maercker und Jasper verhandelten derweil über die Bildung einer neuen Regierung für Braunschweig. Als die Verhandlungen jedoch scheiterten, wählte die geschäftsführende Landesversammlung am 30. April ein Kabinett, dem auch Jasper angehörte.
Angesichts der friedlichen Stimmung in Stadt und Land Braunschweig konnte der Belagerungszustand schon nach wenigen Tagen erheblich gelockert werden. Verkehrs- und Wirtschaftslage entspannten sich zusehends. Am Ostermontag 1919 nahm Maercker als letzte Demonstration der Staatsmacht eine Militärparade auf dem Löwenwall ab.
Am 30. April 1919 wählte der Braunschweiger Landtag eine neue Regierung, die von einer Koalition aus SPD, USPD und DDP gebildet wurde. Neuer Ministerpräsident wurde Heinrich Jasper.

### Mai 1919
Aufgrund der unerwartet friedlichen und sich schnell entspannenden Lage in der Stadt konnten die Freikorps-Truppen Braunschweig bereits am 10. Mai 1919 wieder verlassen – diesmal Richtung Leipzig, wo sie mit 18.000 Soldaten am Tag darauf einmarschierten.
Die Reichsregierung gab daraufhin im Juni bekannt:
Der durch Erlaß vom 13. April 1919 über das Gebiet des Freistaats Braunschweig verhängte Belagerungszustand wird aufgehoben.
Berlin, den 5. Juni 1919
Der Reichspräsident
gez. Ebert
Gegengezeichnet:
gez. Scheidemann
Präsident des Reichsministeriums
gez. Noske
Reichswehrminister
Stadt und Freistaat Braunschweig waren wieder unabhängig. Eine der wichtigsten Aufgaben der neuen Braunschweigischen Regierung bestand nun darin, die Finanzen des Freistaates zu sanieren und so zu einer Wiederbelebung der heimischen Wirtschaft beizutragen, denn die Revolution hatte das Land sieben Millionen Mark an „revolutionärer Verteidigung“ gekostet. Zudem war zu befürchteten, dass die Reichsregierung mehrere Millionen Mark an Schadensersatz fordern könnte. Die zahlreichen Streiks im Lande hatten die Inflation beschleunigt und gleichzeitig die Produktivität der Wirtschaft erheblich gesenkt. Das Ergebnis der Ereignisse der vergangene sechs Monate seit Kriegsende war für Braunschweig verheerend: Der Graben zwischen Arbeiterschaft und Bürgertum hatte sich vertieft, die Polarisierung der jeweiligen Standpunkte verschärft.

### Darstellungen von Zeitzeugen

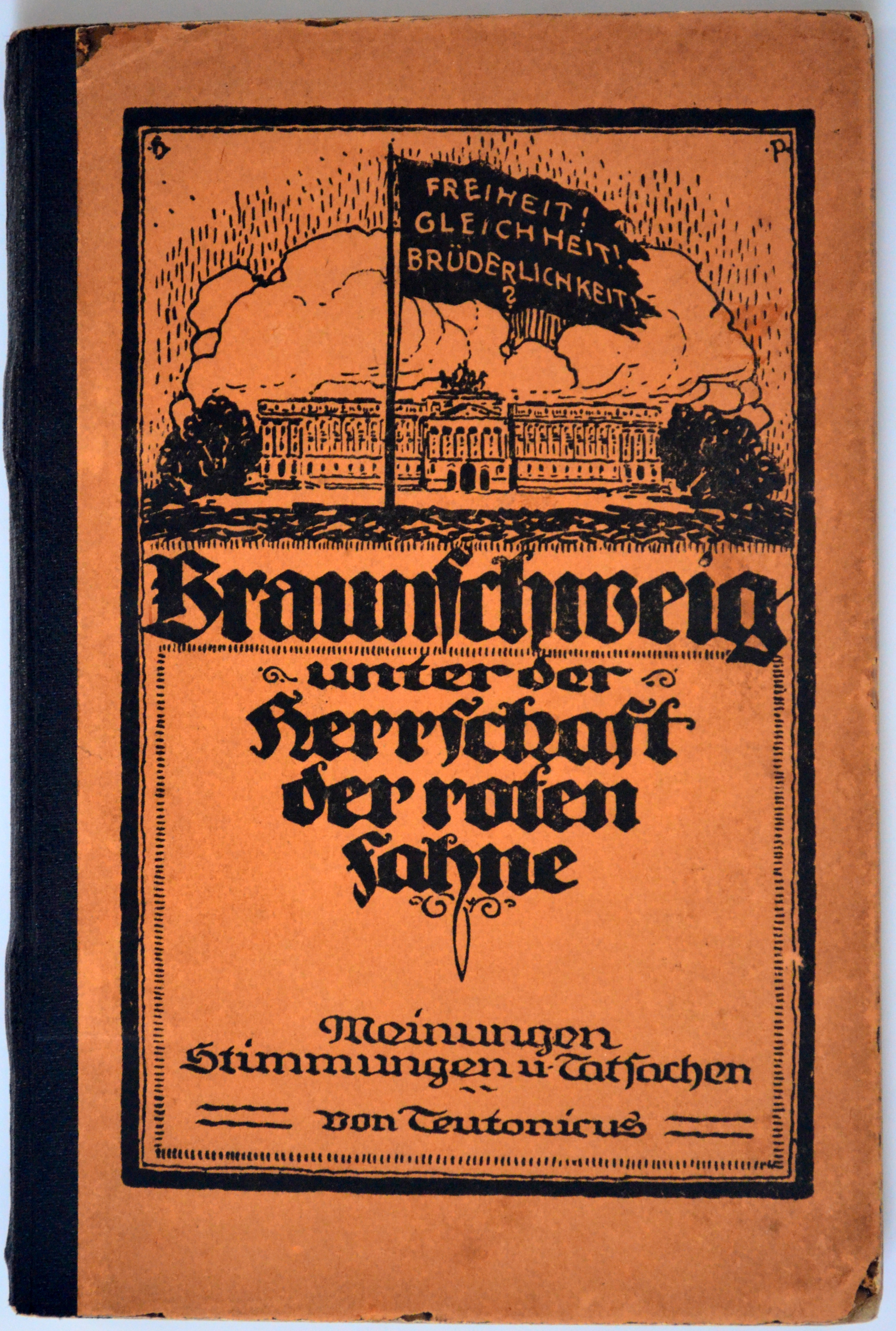

- Hans Wilhelm-Binder, Peter Dürrbeck, Jürgen Klose (Hrsg.): Die rote Fahne über dem Braunschweiger Schloss. Novemberrevolution 1918/19 in Braunschweig. Hermann Wallbaum erzählt. In: Baustein zur Geschichte der Braunschweiger Arbeiterbewegung. Selbstverlag, Braunschweig ca. 1978.
- Robert Gehrke, Robert Seeboth (Hrsg.): 50 Jahre Novemberrevolution. Eine Dokumentation über die revolutionären Kämpfe der Braunschweiger Arbeiter am Vorabend der November-Revolution. Selbstverlag, Braunschweig 1968.
- Maercker: Vom Kaiserheer zur Reichswehr. Geschichte des freiwilligen Landjägerkorps. Ein Beitrag zur Geschichte der deutschen Revolution. Koehler, Leipzig 1921.
- Teutonicus (d. i. Hermann Schroff): Braunschweig unter der Herrschaft der roten Fahne. Meinungen, Stimmungen und Tatsachen. ohne Verlag, Ort oder Jahr (ca. 1920).

#### Literarische Verarbeitung
- Homo (d. i. Richard Wagner): Zigeunerblut im Aktenschrank. Biographischer Roman. Thüringer Verlags-Anstalt, Jena 1924 (Der autobiographische Roman des Zeitzeugen und Volksfreund-Redakteurs Richard Wagner schildert die Novemberrevolution in Braunschweig und das Wirken August Merges). Digitalisat (Nutzername: Richard Passwort: Wagner).
- Ehm Welk: Im Morgennebel. Verlag Volk und Welt, Berlin 1953 (Im Roman des Zeitzeugen Welk wird die Novemberrevolution in Braunschweig und die Zeit bis zur Niederschlagung der „Sozialistischen Republik Braunschweig“ dargestellt. Der Roman basiert auf Welks eigenen Erlebnissen sowie auf historischen Recherchen seiner Ehefrau. August Merges und andere historische Personen sind namentlich leicht verfremdet dargestellt.)